# ホースオペラ
ホースオペラ（英語: horse opera、hoss opera）とは「安上がりに制作された西部劇」の意味で、大抵はソープオペラ（昼メロ）やスペースオペラとの対比で使用され、語のニュアンスにはいくばくかの侮蔑（ぶべつ）が含まれている。
一般には、「マカロニ・ウェスタン」のような、1960年代 - 1970年代前半に作られたイタリア製西部劇を指すという見方もあるが、必ずしもホースオペラがそのままこれらの作品分類と等価という訳ではなく、本場であるアメリカ合衆国、さらには映画の都と評されるハリウッドで制作された作品であっても、予算、脚本、演出、キャスト（俳優、女優）の演技力など作品の本質的資質が他の水準点の西部劇作品群と比べ見劣りする作品群を批評する際によく使われ、用法上の意味においては、その判断基準の客観合理性を問わない。